# Fortuna (Ghali)
Fortuna è un singolo del rapper italiano Ghali, pubblicato il 15 aprile 2022 come terzo estratto dal terzo album in studio Sensazione ultra.

## Descrizione
Il brano è stato prodotto da Itaca e ha coinvolto anche il duo Merk & Kremont nella parte musicale, con il quale Ghali aveva precedentemente collaborato per il singolo Good Times del 2020. A livello musicale si tratta di un brano pop dominato da drum machine e sintetizzatori.

## Tracce
Testi di Ghali Amdouni e Davide Petrella, musiche di Federico Mercuri, Giordano Cremona, Eugenio Maimone e Leonardo Grillotti.
1. Fortuna – 2:45

## Formazione
Hanno partecipato alle registrazioni, secondo le note di copertina di Sensazione ultra:
- Ghali – voce
- Itaca – produzione, registrazione
- Rufio – chitarra
- Mikaelin "Blue" BlueSpruce – missaggio

## Classifiche
| Classifica (2022) | Posizione massima |
| ----------------- | ----------------- |
| Italia            | 24                |